# 바리케이드 (2012년 영화)
《바리케이드》(영어: Barricade)는 캐나다에서 제작된 앤드루 커리 감독의 2012년 심리 공포 영화이다. 에릭 매코맥 등이 출연하였다. WWE 스튜디오에서 제작한 영화 중 그 어떤 형태로도 프로레슬러가 출연하지 않은 첫 번째 작품이다.

## 출연진
- 에릭 매코맥
- 조디 톰프슨
- 라이언 그랜섬
- 도널리 로즈
- 댈러스 블레이크